# Bulbophyllum rigidum
Bulbophyllum rigidum es una especie de orquídea epifita  originaria de  Java y Borneo. 

## Descripción
Es una orquídea de pequeño tamaño, con hábitos epifita con un rizoma envuelto por vainas fibrosas y dando lugar a una sola hoja, apical, ovado-elíptica, subagudo a obtuso, estrechándose basalmente en la base peciolada. Florece en el verano en una inflorescencia basal del rizoma, erguida y luego arqueada, corpulenta, de  10 a 20 cm  de largo, racemosa, con 7 a 20 flores con las flores no resupinadas que aparecen en un patrón helicoidal.

## Distribución y hábitat
Se encuentra en el Himalaya oriental, Assam, India, Nepal y Sikkim en los bosques templados de hoja perenne a altitudes de 1.000 a 2.000 metros.

## Taxonomía
Bulbophyllum rigidum fue descrita por King & Pantl.  y publicado en Annals of the Royal Botanic Garden. Calcutta 8: 169. 1898.
Etimología
Bulbophyllum: nombre genérico que se refiere a la forma de las hojas que es bulbosa.
rigidum: epíteto latíno que significa "rígida".